# شجیرات
شجیرات نام روستایی است که در ۲۰ کیلومتری شهرستان هفتکل در استان خوزستان قرار دارد و دارای ۵۱۱ تن سکنه است.